# Graszanger
De graszanger of waaierstaartrietzanger (Cisticola juncidis) is een zangvogel uit de familie Cisticolidae.

## Kenmerken
De graszanger is een schuwe vogel die zich meestal verborgen houdt in dichte vegetatie. Hij is slechts 10-11 centimeter groot en heeft een korte, afgeronde staart. De bovendelen en kruin zijn bruin tot roestbruin met zeer donkere strepen, de stuit roestbruin, de buitenste staartpennen hebben zwart-witte toppen. De onderzijde is geelachtig. De zang is een tsip tsip tsip, vaak als hij met golvende bewegingen over zijn broedgebied vliegt.

## Voortplanting
De graszanger legt vier tot zes witte eieren met roodbruine vlekken in een buidelvormig nest dat zich op max. een meter hoogte bevindt in dichte vegetatie. Het mannetje bouwt enkele nesten waaruit het vrouwtje een keuze maakt. De eieren worden van april tot juli gelegd en meestal wordt twee keer gebroed. De jongen verlaten na ongeveer tien dagen het nest en worden hierna nog ongeveer twee weken door de ouders gevoerd.

## Verspreiding en leefgebied
De graszanger komt voor in Europa, Afrika, Zuid-Azië en Noord-Australië. Binnen dit enorm grote verspreidingsgebied worden zeventien ondersoorten onderscheiden:
- C. j. cisticola: westelijk Frankrijk, het Iberisch Schiereiland, de Balearen en noordwestelijk Afrika.
- C. j. juncidis: van zuidelijk Frankrijk tot Turkije en Syrië, ook Egypte en de grote mediterrane eilanden.
- C. j. uropygialis: van Senegal en Gambia tot Ethiopië, Rwanda, Tanzania en Nigeria.
- C. j. terrestris: van Gabon en Congo-Brazzaville tot zuidelijk Tanzania en zuidelijk tot Zuid-Afrika.
- C. j. neuroticus: Cyprus, Libanon en Israël tot westelijk Iran.
- C. j. cursitans: van oostelijk Afghanistan tot noordelijk Myanmar en zuidelijk China, zuidelijk naar zuidoostelijk India en de droge laaglanden van Sri Lanka.
- C. j. salimalii: zuidwestelijk India.
- C. j. omalurus: Sri Lanka (behalve de droge laaglanden).
- C. j. brunniceps: zuidelijk Korea, Japan en Batan.
- C. j. tinnabulans: van zuidoostelijk China en Taiwan tot Thailand, Indochina en de Filipijnen (behalve Batan en Palawan).
- C. j. nigrostriatus: Palawan.
- C. j. malaya: de Nicobaren, zuidoostelijk Myanmar, zuidwestelijk Thailand, Malakka en de Grote Soenda-eilanden.
- C. j. fuscicapilla: oostelijk Java, de Kangean-eilanden en de Kleine Soenda-eilanden.
- C. j. constans: Sulawesi en de nabijgelegen eilanden.
- C. j. leanyeri: het noordelijk-centraal Australië.
- C. j. normani: van noordwestelijk Queensland tot noordoostelijk Australië.
- C. j. laveryi: noordoostelijk Australië en zuidelijk Nieuw-Guinea.

Het leefgebied bestaat uit open, vlak en vochtig landschap met hoog gras, biezen en zeggen, waar bomen ontbreken. Ook komt de soort wel voor in akkerland en rijstvelden.

### Voorkomen in Nederland en Vlaanderen
Na 1970 dook de graszanger in Nederland op als broedvogel. Vooral tussen 1975 en 1977, toen waren er bijna twintig bevestigde broedgevallen, voornamelijk in Zeeuws-Vlaanderen (het Verdronken Land van Saeftinghe). Door een paar strenge winters daalde dit aantal weer sterk. Vanaf de jaren negentig is het aantal broedparen weer toegenomen. In 2020 werden er 70-75 broedparen geteld, vrijwel uitsluitend in Zeeland en dan vooral in het Verdronken land van Saeftinghe. In Vlaanderen broedde de graszanger voor het eerst in 1977 en bereikte een piek in 2007 met 87 territoria. Na een paar koude winters is deze populatie vrijwel volledig ingestort en in de periode 2013-2018 werden slechts enkele zingende vogels waargenomen.

## Status
De grootte van de populatie is in 2021 geschat op 45-74 miljoen volwassen vogels. Op de Rode lijst van de IUCN heeft deze soort de status niet bedreigd. De soort staat als gevoelig op de Nederlandse Rode Lijst en als ernstig bedreigd op de Vlaamse Rode Lijst. 